# Lenford Harvey
Lenford „Steve“ Harvey († 30. November 2005 in Kingston) war ein jamaikanischer Sozialarbeiter, der sich für die Unterstützung von AIDS-Erkrankten und die Akzeptanz von Homosexualität eingesetzt hat. Er koordinierte das Projekt AIDS Support for Life in Jamaika. Er wurde am Vorabend des Welt-AIDS-Tags ermordet.

## Leben
Steve Harvey begann sein Engagement für die Organisation Jamaican AIDS Support for Life im Jahre 1997. 2005 wurde er von LACCASO (Latin America and Caribbean Council of AIDS Service Organizations) zum Projektkoordinator für Jamaika ernannt.
Zu Beginn der Tat war die Wohngemeinschaft von Harvey überfallen worden. Die Räuber fragten die Bewohner, ob es stimmt, dass sie homosexuell seien. Die beiden Mitbewohner verneinten es, aber Harvey gab es zu. Er wurde gezwungen, Wertgegenstände vom Haus in das Fahrzeug der Täter zu bringen. Sie nahmen ihn mit, er wurde zwei Stunden später erschossen aufgefunden.
Auslöser der Tat war Homophobie. Zum Hintergrund zählt somit auch, dass Homosexualität in Jamaika gesellschaftlich nicht anerkannt wird, als Verbrechen gilt und Sex unter Männern mit bis zu zehn Jahren Gefängnis bestraft werden kann. Unter anderem verlangten die Vereinten Nationen und die kanadische Gewerkschaft Canadian Labour Congress eine Aufklärung der Tat. Im April 2006 wurden vier Personen verhaftet und des Mordes angeklagt.